# Robert E. Pearce
Robert „Bobby“ Edward Pearce (* 29. Februar 1908 in Wyaconda, Maryland; † 15. März 1996) war ein US-amerikanischer Ringer und Olympiasieger.

## Werdegang
Bobby Pearce begann an der High School in Cushing, Oklahoma, mit dem Ringen. Sein Trainer war dort Matt Berg, der ihn zu einem hervorragenden Freistilringer formte. 1928 beteiligte er sich an der US-amerikanischen Olympiaausscheidung und kam im Bantamgewicht auf den 3. Platz. Danach wechselte er an die Oklahoma State University, wo Edward C. Gallagher sein Trainer wurde.
1930 und 1931 wurde er US-amerikanischer Meister der Amateur Athletic Union im Bantamgewicht und 1931 auch US-amerikanischer Universitäts-Meister (NCAA College Champion). 1932 gelang ihm die Qualifikation für die Olympischen Spiele in Los Angeles. Dort gewann er mit vier sicheren Punktsiegen die Goldmedaille, wobei er u. a. Siege über die europäischen Spitzenringer Aatos Jaskari aus Finnland und Ödön Zombori aus Ungarn feierte. Solche Siege waren umso bemerkenswerter, als die US-amerikanischen Ringer ausschließlich an Wettkämpfen der amerikanischen Universitäten starteten. Es gab damals keine Weltmeisterschaften und keine panamerikanischen Meisterschaften, bei denen sie internationale Erfahrung hätten sammeln können.
Von 1933 bis 1937 war Bobby Pearce Berufsringer und arbeitete daneben und danach als Trainer an High Schools bzw. Universitäten. Für seine Verdienste um den Ringersport wurde er 1981 in die National Wrestling Hall of Fame aufgenommen.

## Internationale Erfolge
- Goldmedaille, Olympische Spiele in Los Angeles, freier Stil, Bantamgewicht (bis 56 kg Körpergewicht), mit Siegen über Joseph Reid, Großbritannien, Julien Dupuychaffray, Frankreich, Aatos Jaskari, Finnland u. Ödön Zombori, Ungarn